# Silvio Piola
Silvio Piola (Robbio Lomellina, 29 de setembre, 1913 – Gattinara, 4 d'octubre, 1996) fou un futbolista italià dels anys 30 i 40.
Debutà a la Sèrie A italiana amb el Pro Vercelli el 1930 a l'edat de 17 anys. El 1934 ingressà a la SS Lazio, on romangué durant nou temporades, essent dos cops màxim golejador del campionat el 1937 i el 1943. Als anys 40 defensà els colors del Torino FC (on marcà la brillant xifra de 27 gols en 23 partits), la Juventus FC i al Novara Calcio.
Debutà amb la selecció italiana enfront Àustria el 24 de març, 1935. Fou campió del món a França 1938, on marcà 2 gols a la final (4-2) contra Hongria. En total disputà 34 partits (xifra que podria haver estat més alta sinó hagués estat interrompuda per la II Guerra Mundial). El darrer partit el disputà el 1952, havent marcat 30 gols.
És el tercer màxim golejador de la selecció italiana, i el primer al campionat italià de futbol (274 gols). Amb 537 partits és el sisè amb més partits disputats (dades a abril del 2008).